# Давидов Михайло Прокопович
Михайло Прокопович Давидов (15 листопада 1901, село Корабліно Рязанської губернії, тепер місто Рязанської області, Російська Федерація — 1967, місто Рига, тепер Латвія) — радянський партійний діяч, 1-й секретар Адигейського обласного комітету ВКП(б). Депутат Верховної ради СРСР 2-го скликання.

## Біографія
Народився в селянській родині. Закінчив три класи церковнопарафіяльної школи.
З 1914 року працював хлопчиком у магазині Гаврилова в місті Рязані. З 1915 до 1917 року — чорнороб аптекарсько-парфумерного підприємства Вагнера-Лебедєва в Рязані. У 1917—1918 роках проживав у селі Корабліно Рязанської губернії.
З березня до листопада 1918 року — товариш (заступник) голови Кораблінського культурно-просвітницького гуртка молоді Рязанської губернії. У 1918 році вступив до комсомолу.
У листопаді 1918 — жовтні 1919 року — секретар Кораблінського осередку комсомолу (РКСМ) Рязанської губернії.
У жовтні 1919 — березні 1920 року — завідувач відділу по роботі із сільською молоддю, завідувач організаційного відділу Рязанського губернського комітету РКСМ.
Член РКП(б) з 1920 року.
У березні 1920 — січні 1933 року — в Червоній армії. У 1920 році воював проти польських військ Пілсудського.
Закінчив Політичні клубні курси політичних працівників РСЧА і Ленінградський комуністичний університет (заочно).
У січні 1933 — жовтні 1936 року — начальник політичного відділу Степнянського зернорадгоспу Азово-Чорноморського краю.
У жовтні 1936 — лютому 1937 року — слухач Курсів підвищення кваліфікації колгоспних працівників.
У лютому — травні 1937 року — директор Новоросійської школи підвищення кваліфікації колгоспних працівників Азово-Чорноморського краю.
У червні 1937 — квітні 1938 року — 1-й секретар Туапсинського районного комітету ВКП(б) Краснодарського краю.
У квітні — червні 1938 року — завідувач промислово-транспортного відділу Краснодарського крайового комітету ВКП(б).
У червні 1938 — березні 1939 року — 2-й секретар Краснодарського міського комітету ВКП(б).
У березні — липні 1939 року — директор Новоросійської школи підвищення кваліфікації колгоспних працівників Ростовської області. У серпні 1939 — листопаді 1941 року — директор Новоросійського сільськогосподарського колгоспного технікуму Ростовської області.
З листопада 1941 року — в Червоній армії, учасник німецько-радянської війни. Служив комісаром полку 3-ї кавалерійської дивізії 24-го Кубанського гвардійського кавалерійського корпусу, заступником командира Кубанського козачого кавалерійського полку із політичної частини.
У 1944 — лютому 1945 року — 1-й секретар Анапського районного комітету ВКП(б) Краснодарського краю.
20 лютого 1945 — 16 березня 1949 року — 1-й секретар Адигейського обласного комітету ВКП(б). Одночасно з лютого 1945 до березня 1949 року — 1-й секретар Майкопського міського комітету ВКП(б).
Потім — 1-й секретар Даугавпілського міського комітету КП(б) Латвії.
У 1952—1953 роках — 2-й секретар Даугавпілського обласного комітету КП(б) Латвії.
Потім перебував на викладацькій роботі.
Персональний пенсіонер.
Помер у 1967 році.

## Звання
- гвардії батальйонний комісар
- гвардії майор
- підполковник

## Нагороди
- орден Леніна (31.07.1947)
- орден Червоного Прапора (22.08.1943)
- орден Вітчизняної війни ІІ ст. (1.02.1945)
- орден Трудового Червоного Прапора
- орден Червоної Зірки (21.02.1945)
- медалі